# Balemeerkat
De balemeerkat (Chlorocebus djamdjamensis) is een soort van het geslacht groene meerkatten (Chlorocebus). De wetenschappelijke naam van de soort werd voor het eerst geldig gepubliceerd door Neumann in 1902.
De soort staat op de Rode Lijst van de IUCN als Kwetsbaar, beoordelingsjaar 2022. De omvang van de populatie is volgens de IUCN dalend.

## Voorkomen
De soort komt voor in Ethiopië.